# Pahnstangen
Pahnstangen é uma cidade alemã, localizada a cerca de 3 km de Schleiz, 15 km de Zeulenroda e 30 km (a este-sudeste) de Greiz (medidas em linha reta), a cerca de 600 metros de altitude.
A região é rica em lagos naturais, próxima à margem direita do rio Saale (afluente da margem esquerda do rio Elbe).
A cidade situa-se no antigo Principado de Reuß-Greiz (pronuncia-se “róiss grais”), na Turíngia, ex-Alemanha Oriental.
Reuss the Elder (Reuss-Greiz, Reuss-Greitz, Reuß-Greitz ou ainda Reuß-Greiz) era um dos principados da Alemanha, com 122 milhas quadradas, situado na Turíngia [em alemão, Thüringen; na ex-Alemanha Oriental]; sua capital era Greiz (ou Greitz)
.
Já Reuss the Younger [ou Reuss-Schleiz, Reuss-Schleitz, Reuß-Schleitz ou Reuß-Schleiz], também na Turíngia, tinha 319 milhas quadradas e como capital, Gera; ambas eram regiões agrícolas.
A Turíngia (Thuringia ou Thüringen) é uma região da Alemanha central, entre a Franconia, as montanhas Harz e os rios Saale e Werra, compreendendo em grande parte o distrito montanhoso de Thuringerwald (Thüringen Wald), este famoso por suas paisagens românticas e suas lendas.
Cidades próximas famosas são: Dresden, Jena, Leipzig, Weimar e Zwickau.
Essa pequena cidade foi a origem de parte das famílias Knoch e Hadlich, que na década de 1850 forneceram migrantes para a nascente Blumenau, no Estado brasileiro de Santa Catarina.